# Catocala semirelicta
Catocala semirelicta är en fjärilsart som beskrevs av Augustus Radcliffe Grote 1874. Catocala semirelicta ingår i släktet Catocala och familjen nattflyn. Inga underarter finns listade i Catalogue of Life.

## Bildgalleri

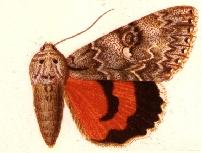
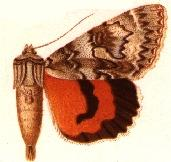